# Les Îles du Soleil
Les Îles du Soleil (titre original : The Summer Isles) est un roman de science-fiction uchronique de Ian R. MacLeod paru en 2005 puis traduit en français et publié en 2005.

## Histoire éditoriale
Ian R. MacLeod n'a pas réussi à vendre ce roman une fois écrit. Il en a alors extrait une version plus courte qui a été publié dans le numéro d'octobre/novembre 1998 de la revue Asimov's Science Fiction. Ce roman court, qui n'a jamais été traduit en français, a gagné le prix Sidewise format court 1999 récompensant la meilleure uchronie, ainsi que le prix World Fantasy du meilleur roman court. À la suite du succès de la version raccourcie, le roman Les Îles du Soleil a été publié en 2005 et a gagné le prix Sidewise format long, son auteur devenant ainsi le premier à recevoir ce prix deux fois pour la même histoire sous deux formats différents.

## Résumé
En 1918, les forces armées britanniques ont perdu la Première Guerre mondiale, plongeant le pays dans une situation de récession économique dans laquelle un homme au très fort charisme va peu à peu s'emparer du pouvoir et mettre en place une dictature ainsi que la déportation de certaines populations. L'histoire est vue au travers des yeux d'un vieux professeur d'Oxford, éphémère compagnon amoureux du dictateur en devenir à l'aube de la Première Guerre mondiale.

## Éditions
- The Summer Isles, Aio Publishing, 24 juin 2005, 246 p.  (ISBN 1-933083-00-X)
- Les Îles du Soleil, Gallimard, coll. « Folio SF » no 222, 1er septembre 2005, trad. Michelle Charrier, 416 p.  (ISBN 2-07-031369-7)